# Universidade Marie Curie Sklodowska em Lublin
A Universidade Marie Curie Sklodowska em Lublin (em polaco: Uniwersytet Marii-Curie Skłodowskiej w Lublinie (UMCS) é uma universidade estadual localizada na cidade de Lublin, e a quinta universidade fundada no país.
A universidade tem 1 800 funcionários acadêmicos, 24 000 estudantes  e cerca de 470 estudantes estrangeiros.

## História
A Universidade Marie Curie-Sklodowska em Lublin foi fundada no dia 23 de outubro de 1944. O nome foi dado em honra à vencedora do prémio Nobel da Polónia, Marie Curie-Sklodowska. Inicialmente, a universidade tinha quatro faculdades: de medicina, de ciências naturais, de agricultura e de medicina veterinária. Passados três meses, foi criada também a faculdade da farmácia. O primeiro ano académico foi inaugurado a 14 de janeiro de 1945 e o primeiro reitor da universidade foi Henryk Raabe. A universidade tinha 42 professores e 806 estudantes.
Nos anos 50, mudou o perfil da universidade e foi criada a faculdade de direito. Em 1950, as faculdades de medicina e de farmácia foram separadas da UMCS, criando a Universidade Médica de Lublin. Em 1951, as faculdades de matemática e de ciências naturais foram divididas em faculdade de matemática, física e química e faculdade de biologia e de ciências naturais. Em 1952 foi inaugurada a faculdade de letras e, em 1953, a faculdade de zootecnia. Em 1955, as faculdades de agricultura, veterinária e zootecnia passaram a formar uma universidade separada, a Universidade de Agricultura.
Sendo a maior universidade no lado este do rio Vístula, a instituição oferece mais de que 60 cursos e mais de 200 especializações nas 11 faculdades: artes, biologia e biotecnologia, química, economia, geociências, filosofia e sociologia, humanidades, matemática, física e ciência da computação, pedagogia e psicologia, Ciência política e direito e administração.

## Rankings
No ano 2011, a Universidade Marie Curie-Sklodowska ficou em 11º lugar na classificação das universidades públicas da Polónia, criada pelo jornal Rzeczpospolita.

## Faculdades
- Faculdade das artes
- Faculdade de biologia e biotecnologia
- Faculdade da química
- Faculdade da economia
- Faculdade das geociências
- Faculdade da filosofia e sociologia
- Faculdade das humanidades
- Faculdade de matemática, física e ciência da computação
- Faculdade de pedagogia e psicologia
- Faculdade de ciência política
- Faculdade do direito e administração

## Centros de formação externos
A UMCS tem centros externos de formação em Biała Podlaska, Biłgoraj, Radom, Kazimierz Dolny e Puławy. O centro externo em Rzeszów foi transformado numa universidade separada, a Universidade de Rzeszów.